# Lost (4.ª temporada)
A quarta temporada do aclamado seriado norte americano Lost iniciou nos Estados Unidos no dia 31 de janeiro de 2008 e já sabemos que no final apenas 6 pessoas saem da ilha: Jack, Kate, Hurley, Sayid, Aaron e Sun. Planejada para conter 16 episódios, oito foram filmados enquanto os outros oito aguardavam a resolução da greve dos Roteristas. Findada a greve no mês de fevereiro, a previsão é que sejam produzidos ainda mais cinco episódios, encerrando a temporada no décimo-terceiro. Mantém-se as histórias de um grupo de mais de quarenta pessoas que foram parar em uma ilha remota no Pacífico Sul depois que o seu avião caiu noventa e três dias antes do início da temporada. Eles são assolados por um grupo de perigosas pessoas as quais eles chamam de "Outros" e a tentativa de escapar da misteriosa ilha. Os Episódios continuarão com as características secundárias da história, mostrando a vida dos personagens antes e depois de estarem na ilha.
A série é produzida por ABC Studios, Bad Robot Productions e Grass Skirt Productions e é levada ao ar pela American Broadcasting Company nos EUA. O co-criador/ produtor executivo e escritor fixo Damon Lindelof e o produtor executivo/escritor Carlton Cuse são os "show-runner's". A série é primariamente filmada no Hawaii e pós-produzida em Los Angeles.

## Produção
As gravações da 4ª temporada começaram em 17 de Agosto de 2007 e terminou em Março de 2008. Lost é gravada na ilha havaiana de Oahu. 16 episódios serão produzidos no total, e o último será de maior duração. Em resposta às queixas de repetição, a série será exibida toda quinta-feira de janeiro a maio, sem interrupções. No entanto, até o momento, existem apenas 8 episódios finalizados e a produção está parada devido à greve dos roteiristas que acontece atualmente. Se não for encerrada a tempo, poderão ser exibidos apenas 8 episódios sequencialmente, sem previsão para os demais. Carlton Cuse declarou que fazer uma temporada com apenas 16 episódios, em vez de 24 dará à equipe menos pressão e mais liberdade para criar episódios mais criativos e com mais qualidade. A primeira parte da terceira temporada da série, (episódios de 1 à 6), foi exibida no horário das 21:00 horas, já a segunda parte (do episódio 7 ao 23), foi exibida no horário das 22:00 horas, por causa da classificação do horário. Lost perdeu audiência, e a ABC decidiu que ela irá retornar para o horário das 21:00 horas, numa tentativa de  recuperar a audiência familiar.
Os produtores executivos são Damon Lindelof, Carlton Cuse, Jack Bender, Bryan Burk, Jeff Pinkner, J.J. Abrams, Edward Kitsis e Adam Horowitz. Os escritores dos episódios são Damon Lindelof, Carlton Cuse, Jeff Pinkner, Edward Kitsis, Adam Horowitz, o co-produtor executivo é Drew Goddard, a supervisora de produção Elizabeth Sarnoff e o redator executivo da série é Brian K. Vaughan. Os escritores regulares são Jack Bender e o co-produtor executivo é Stephen Williams.

## Sinopse
Faltando apenas 48 episódios originais até o fim da série, prevista para ocorrer em 2010, esta temporada é de fato o começo do fim, com a promessa de resgate à vista. Jack chamou por rádio um cargueiro ancorado em algum lugar fora da ilha. Mas quando vier à tona o aviso derradeiro de Charlie de que essas pessoas podem não ser quem dizem ser, os sobreviventes irão se dividir quanto ao que fazer. Jack está convencido de que os tripulantes do cargueiro irão resgatá-los, enquanto Locke, não. Uma divisão ocorrerá entre os sobreviventes.
Quem está no cargueiro? Qual o significado do flashforward que mostrou Jack e Kate fora da ilha em algum lugar do futuro? Quais serão as conseqüências quando os personagens novamente encontrarem Michael, que supostamente deixou a ilha depois de matar dois dos sobreviventes? Estas são algumas das questões que 'Lost' irá explorar durante sua quarta temporada, que será repleta de ação.
O grupo de amigos, família, inimigos e estranhos precisa continuar trabalhando em conjunto contra o tempo ruim e o terreno espinhoso se quiserem manter-se vivos. Mas, como eles descobriram durante seus 90 dias ou mais na ilha, perigos e mistérios estão por toda parte, e aqueles em quem confiavam podem se voltar contra eles. Até mesmo heróis têm segredos.

## Elenco

### Elenco Principal
| Ator                 | Personagem         | Frequência   |
| -------------------- | ------------------ | ------------ |
| Matthew Fox          | Jack Shephard      | 12 episódios |
| Evangeline Lilly     | Kate Austen        | 11 episódios |
| Josh Holloway        | James Ford         | 10 episódios |
| Elizabeth Mitchell   | Juliet Burke       | 12 episódios |
| Jorge Garcia         | Hugo Reyes         | 12 episódios |
| Emilie de Ravin      | Claire Littleton   | 10 episódios |
| Dominic Monaghan     | Charlie Pace       | 1 episódio   |
| Yunjin Kim           | Sun Kwon           | 9 episódios  |
| Daniel Dae Kim       | Jin Kwon           | 9 episódios  |
| Henry Ian Cusick     | Desmond David Hume | 8 episódios  |
| Michael Emerson      | Ben Linus          | 10 episódios |
| Ken Leung            | Miles Straume      | 8 episódios  |
| Jeremy Davies        | Daniel Faraday     | 11 episódios |
| Rebecca Mader        | Charlotte Lewis    | 10 episódios |
| Harold Perrineau Jr. | Michael Dawson     | 5 episódios  |
| Naveen Andrews       | Sayid Jarrah       | 10 episódios |
| Terry O'Quinn        | John Locke         | 10 episódios |

### Recorrentes
- Sam Anderson como Bernard Nadler
- L. Scott Caldwell como Rose Nadler
- Mira Furlan como Danielle Rousseau
- Tania Raymonde como Alex Linus
- Blake Bashoff como Karl
- Jeff Fahey como Frank Lapidus
- John Terry como Christian Shephard
- Marsha Thomason como Naomi Dorrit
- Nestor Carbonell como Richard Alpert
- M.c. Gainey como Tom
- Brett Cullen como Guduwen
- Sonya Walger como Penny Widmore
- Doug Hutchison como Horace Goodsped
- Alan Dale como Charles Wildmore
- Kevin Durand como Martin Keamy
- Anthony Azizi como Omar
- Marc Vann como Ray
- Grant Bowler como Gault
- Fisher Stevens como George Minkowski
- Zoë Bell como Regina
- Susan Duerden como Carole Littleton
- Lance Reddick como Matthew Abaddon

### Participação Especial
- Cynthia Watros como Libby
- Dominic Monaghan como Charlie Pace
- Malcolm David Kelley como Walt Lloyd

## Lista de Episódios
| Título | Estreia                 | Código | Personagem(ns) Central(is)             | #     |  |
| --- | ----------------------- | ------ | -------------------------------------- | ----- |  |
| |                         |        |                                        |       |  |
| "The Beginning of the End" | 31 de janeiro de 2008   | 401    | Hurley                                 | 01 73 |  |
| Sentindo que o resgate está próximo, os sobreviventes não sabem se devem acreditar na mensagem final de Charlie, que diz que as pessoas que deveriam salvá-las não são quem dizem ser. |                         |        |                                        |       |  |
| |                         |        |                                        |       |  |
| "Confirmed Dead" | 7 de fevereiro de 2008  | 402    | Daniel, Miles, Frank, Charlotte, Naomi | 02 74 |  |
| Os sobreviventes começam a questionar a intenção de seus resgatores quando quatro estranhos chegam na ilha. |                         |        |                                        |       |  |
| |                         |        |                                        |       |  |
| "The Economist" | 14 de fevereiro de 2008 | 403    | Sayid                                  | 03 75 |  |
| O refém de Locke pode ser a chave para tirar os sobreviventes da ilha, então Sayid e Kate vão em busca de seu amigo em uma tentativa de negociação. |                         |        |                                        |       |  |
| |                         |        |                                        |       |  |
| "Eggtown" | 21 de fevereiro de 2008 | 404    | Kate                                   | 04 76 |  |
| A situação de Kate com Locke e Sawyer pode ser colocada em risco quando sua necessidade de pegar informações do refém se torna sua maior prioridade. |                         |        |                                        |       |  |
| |                         |        |                                        |       |  |
| "The Constant" | 28 de fevereiro de 2008 | 405    | Desmond                                | 05 77 |  |
| Desmond sente efeitos colaterais inesperados quando ele e Sayid enfrentam turbulência a caminho do cargueiro |                         |        |                                        |       |  |
| |                         |        |                                        |       |  |
| "The Other Woman" | 6 de março de 2008      | 406    | Juliet                                 | 06 78 |  |
| Juliet recebe uma visita não bem vinda de alguém de seu passado e são lhe dadas ordens para rastrear Charlotte e Faraday para interromper sua missão—por quaisquer meios necessários. Enquanto isso, Ben oferece uma troca interessante a Locke. |                         |        |                                        |       |  |
| |                         |        |                                        |       |  |
| "Ji Yeon" | 13 de março de 2008     | 407    | Jin e Sun                              | 07 79 |  |
| Juliet é forçada a revelar algumas novas e surpreendentes informações a Jin quando Sun ameaça se mudar para o acampamento de Locke. Enquanto isso, Sayid e Desmond começam a ter uma ideia da missão dos tripulantes do cargueiro quando conhecem o capitão. |                         |        |                                        |       |  |
| |                         |        |                                        |       |  |
| Meet Kevin Johnson | 20 de março de 2008     | 408    | Michael                                | 08 80 |  |
| Sayid confronta Michael, o espião de Ben no navio. Ben implora para que a filha, Alex, fuja do acampamento de Locke para sobreviver a um ataque. |                         |        |                                        |       |  |
| |                         |        |                                        |       |  |
| The Shape of Things To Come | 24 de Abril de 2008     | 409    | Ben                                    | 09 81 |  |
| O acampamento de Locke sofre um ataque, e Jack tenta descobrir a identidade de um cadáver que chega à praia. |                         |        |                                        |       |  |
| |                         |        |                                        |       |  |
| Something Nice Back Home | 1 de Maio de 2008       | 410    | Jack                                   | 10 82 |  |
| Quando a saúde de Jack fica seriamente comprometida, Kate e Juliet têm que trabalhar unidas para salvá-lo; e algo dá errado quando Sawyer, Claire, Aaron e Miles seguem sua trilha de volta à praia após sair do acampamento de Locke. |                         |        |                                        |       |  |
| |                         |        |                                        |       |  |
| Cabin Fever | 8 de Maio de 2008       | 411    | Locke                                  | 11 83 |  |
| Locke finalmente entra na cabana de Jacob, porém quem conversa com ele é o pai de Jack. No cargueiro, Sayid vê o grupo de soldados voltar e decide ir salvar seus amigos da ilha, voltando em um bote. |                         |        |                                        |       |  |
| |                         |        |                                        |       |  |
| There's No Place Like Home Part 1 | 15 de Maio de 2008      | 412    | 6 da Oceanic                           | 12 84 |  |
| Jack e Sawyer seguem o helicóptero. Sayid e Kate tentam segui-los, mas algo acontece com eles. Ben, Locke e Hurley, vão para a estação Orquídea para tentar impedir que os mercenários concluam a missão. |                         |        |                                        |       |  |
| |                         |        |                                        |       |  |
| There's No Place Like Home Part 2 | 29 de Maio de 2008      | 413    | Jack e Hurley                          | 13 85 |  |
| Sayid e Kate libertam Ben. Jack, Kate, Sayid, Hurley e Sawyer deixam a ilha. Michael e Desmond armam um plano para desativar a bomba. |                         |        |                                        |       |  |
| |                         |        |                                        |       |  |
| There's No Place Like Home Part 3 | 29 de Maio de 2008      | 414    | Sayid, Sun, Kate e Jack                | 14 86 |  |
| O helicóptero chega ao cargueiro. Locke se torna o novo líder dos outros. Na praia Sawyer e Juliet vêem a explosão do cargueiro. Ben move a ilha. Ben fala que ele ouviu dizer que Jack tem voado esperando que o avião caia de volta na ilha. Ben descreve isto como "muito sombrio". Ben diz a Jack que ele está aqui para informá-lo que a Ilha não o deixará vir sozinho: "todos vocês têm que voltar". Jack diz que ele não sabe onde Sayid está, Hurley está louco, Sun o culpa pela morte de Jin e Kate sequer quer falar com ele. Ben diz que esta é a única maneira: todos eles têm que voltar juntos e ele tem algumas ideias de como isso deve ser feito, e está disposto a ajudar. Contudo, ele salienta que todos devem retornar, incluindo o falecido Bentham, que é revelado ser ninguém menos do que John Locke. |                         |        |                                        |       |  |